# Kalkere, Holalkere
Kalkere là một làng thuộc tehsil Holalkere, huyện Chitradurga, bang Karnataka, Ấn Độ.